# Simon (2004)
Simon is een Nederlandse speelfilm uit 2004 van Eddy Terstall. Eddy Terstall schreef en regisseerde de film. De film handelt over de vrijheden van de Nederlandse maatschappij, met thema's als de dood, seksualiteit en de rechtsstaat.

## Verhaal
Als de stoere hetero en hasjdealer Simon (Cees Geel) de verlegen homoseksueel Camiel (Marcel Hensema) na een auto-ongeluk naar de Eerste Hulp brengt, ontstaat een hechte vriendschap. Nadat de vriendschap tijdens een vakantie in Thailand ernstig op de proef is gesteld, verliezen de twee elkaar uit het oog.
Veertien jaar later lopen ze elkaar weer toevallig tegen het lijf. Simon heeft dan inmiddels kanker en heeft nog maar enkele maanden te leven. De film eindigt met de toepassing van euthanasie door middel van een injectie.
Daan Ekkel speelt in de film de (vrijwel) zwijgende rol van Marco. Daan heeft al in eerdere films van Eddy Terstall gespeeld, samen met zijn tweelingbroer Willem. Willem Ekkel is op 36-jarige leeftijd overleden aan een hersentumor. Het verhaal van Simon vindt zijn oorsprong in het overlijden van Willem Ekkel.
De film heeft ook in Ecuador in de bioscoop gedraaid.

## Rolverdeling
- Cees Geel - Simon
- Marcel Hensema - Camiel
- Rifka Lodeizen - Sharon
- Daan Ekkel - Marco
- Eva Duijvestein - Ellen
- Nadja Hüpscher - Joy
- Stijn Koomen - Nelson
- Dirk Zeelenberg - Bram
- Johnny de Mol - Floris

## Bijrollen
- Maria Kooistra - Gwen
- Femke Lakerveld - Adriënne
- Natasja Loturco - Astrid
- Araba Walton - Gisela
- Medi Broekman - Priscilla
- Dennis Rudge - Sjimmie
- Helena Remeijers - Djoeke
- Esmarel Gasman - Marjolein
- Willemijn Lamp - Alijt
- Klavertje Patijn - Liselot
- Ron Schuitema - Sjors
- Jenayden Adriaan - Bruce
- Lisa Kuil - Samantha
- Jeroen Willems - Huisarts

## Prijzen
De film won op het Nederlands Film Festival vier gouden kalveren:
- Beste lange speelfilm (Spaghetti Film / Imko Nieuwenhuijs)
- Beste regie
- Beste acteur (Cees Geel)
- Publieksprijs

## Trivia
- Dirk Zeelenberg speelde eerder een homoseksuele Bram in All Stars (televisieserie).